# GNU Assembler
GNU Assembler, známý jako gas nebo jednoduše as, je překladač jazyka symbolických adres, nazývaný Assembler, používaný v Projektu GNU. Používá se pro překlad GNU operačního systému, Linuxového jádra a různého dalšího softwaru. Je součástí balíku GNU binutils.
Spustitelný soubor GASu je v Unixu standardně pojmenován as, což označuje výchozí assembler. GAS je multiplatformní, funguje a zároveň překládá na mnoha různých architekturách. Je vydán pod licencí GNU General Public License v3 a je označován jako svobodný software.

## Obecná syntaxe

### Direktivy
GAS používá direktivy (někdy nazývané pseudo operace), což jsou klíčová slova začínající tečkou, které fungují podobně jako direktivy preprocesoru v jazyce C.
Většina těchto direktiv je platná pro všechny platformy, ale jsou i konkrétní pro vybrané platformy.

### Konstanty
Konstanty se zapisují jako direktivy s určeným datovým typem a hodnotou, která může být zapsaná ve více formách.

### Komentáře
GAS podporuje dva styly psaní komentářů, víceřádkové a jednořádkové.
Jednořádkové komentáře mají několik různých formátů, závisejících na tom pro jakou platformu se překládá.
- Křížek se používá pro platformy: i386, x86-64, i960, 68HC11, 68HC12, VAX, V850, m32r, a M880x0.
- Středníky je použit na: AMD 29K, ARC, H8/300, HPPA, PDP-11, picoJava, Motorola, a PowerPC.
- Symbol zavináče je používán na platformě ARM.
- Svislá čára se používá pro 680x0.
- Vykřičník je na platformě Renesas SH.

Víceřádkové komentáře, stejně jako v C, začínají a končí zrcadlícím se lomítkem s hvězdičkou:
```
/* 

komentář

*/

```

## Použití
Používá se jako back-end pro populární sadu překladačů GCC. I díky tomu je GNU Assembler široce používaný při kompilování moderního open source softwaru.
GAS je často používán jako assembler na Linuxových operačních systémech ve spojení s dalším GNU softwarem. Modifikovanou verzi lze také nalézt ve vývojových nástrojích pro operační systém Macintosh od doby OS X.

## Příklad programu
Od verze 2.10, lze využít i klasickou Intel syntaxi, při použití .intel_syntax direktivy.
Standardní “Ahoj, světe!” program pro Linux Binova na architektuře IA-32:
```
.globl
 
_start

.text

_start:

 
movl
 
$len
,
 
%edx

 
movl
 
$msg
,
 
%ecx

 
movl
 
$1
,
 
%ebx

 
movl
 
$4
,
 
%eax

 
int
 
$0x80

 
movl
 
$0
,
 
%ebx

 
movl
 
$1
,
 
%eax

 
int
 
$0x80

.data

msg:

 
.ascii
 
"Ahoj, svete!\n"

 
len
 
=
 
.
 
-
 
msg

```